# 엘돈 퀵
엘돈 퀵(Eldon Quick, 1937년 4월 4일 ~ )은 미국의 배우, 연극 배우, 텔레비전 배우이다.
샌와킨군에서 태어났다.

## 영화
- 은반 위의 기적 (1981년)
- 초인 사베지 (1975년)
- 명탐정 바나비 존즈 (1973년)
- 더 영 앤 더 레스트리스 (1973년)
- 매쉬 - 시리즈 (1972년)
- 샌프란시스코 수사반 (1972년)
- 밤의 열기 속에서  (1967년)